# Bărăștii de Vede
Bărăștii de Vede – wieś w Rumunii, w okręgu Aluta, w gminie Bărăști. W 2011 roku liczyła 370 mieszkańców.